# Autostrada A502 (Franța)
Autostrada A502, sau A502, este o autostradă franceză foarte scurtă, ramificație a A50, situată la est de Aubagne, care leagă aceasta din urmă de RN8.
Este, de fapt, fosta secțiune terminală a unei ramificații a vechii autostrăzi A52, denumită inițial B52, apoi F52, și care a devenit o simplă antenă a A50 atunci când acest număr a fost atribuit legăturii Marsilia-Toulon.
A502 nu este concesionată, este gratuită și este administrată de DIR Méditerranée.

## Istoric
Declarație de utilitate publică:
- 12.08.1955: Întregul traseu al autostrăzii (A8 - D8N)[1], (declarație prelungită la 16.11.1960[2]).

Dare în exploatare
- Mai 1963: Întregul traseu al autostrăzii (A8 - D8N).

## Traseu
| De la A50 la D8N; secțiune gratuită, neconcesionată, administrată de DIR Méditerranée. |                                                              |     |
| A50                                                                                    |                                                              |     |
| Intersecție                                                                            | Nod rutier între A50 și A502: Marsilia (nod rutier parțial). | A50 |
| A502                                                                                   |                                                              |     |
| 559A - Aubagne-Est                                                                     | Oraș deservit: Aubagne.                                      |     |
| A502                                                                                   |                                                              |     |
| RD8N                                                                                   | Cuges-les-Pins, Toulon.                                      |     |